# 吉安·洛伦佐·贝尼尼
吉安·洛伦佐·贝尼尼（義大利語：Gian Lorenzo Bernini，1598年12月7日—1680年11月28日），又名乔凡尼·洛伦佐·贝尼尼（義大利語：Giovanni Lorenzo Bernini），意大利雕塑家，建筑师，画家，被认为是17世纪巴洛克美术的代表人物。贝尼尼主要的成就在雕塑和建筑设计。另外，他也是画家，绘图师，舞台设计师，烟花制造者和葬礼设计师。

## 生平
贝尼尼出生于那不勒斯的佛罗伦萨家庭，后跟随父亲彼得·贝尼尼（著名矫饰主义雕塑家）来到罗马。他早期的作品的灵感来自罗马帝国时期被运到罗马的希腊神话的雕塑。在这些作品中，有以羊奶哺育宙斯的仙女阿马尔塞（Amalthea，完成于1609年，现存于罗马博爾蓋塞美術館，以及一些寓言神话的半身像，如“堕落的灵魂”（Damned Soul）和“受祝福的灵魂”（Blessed Soul，完成于1619年，现存于罗马西班牙广场）。在1620年代，贝尼尼的雕塑逐步成熟，代表作是“保罗五世教皇”（1620年）、“被劫持的普洛舍宾娜”（1621年-1622年）、「大衛」（1623年）、「阿波羅與黛芙妮」（1622年至1625年）、以及广为人知的胜利之后圣母堂中的雕塑“圣女大德兰的神魂超拔”（1645年-1652年）。

## 作品

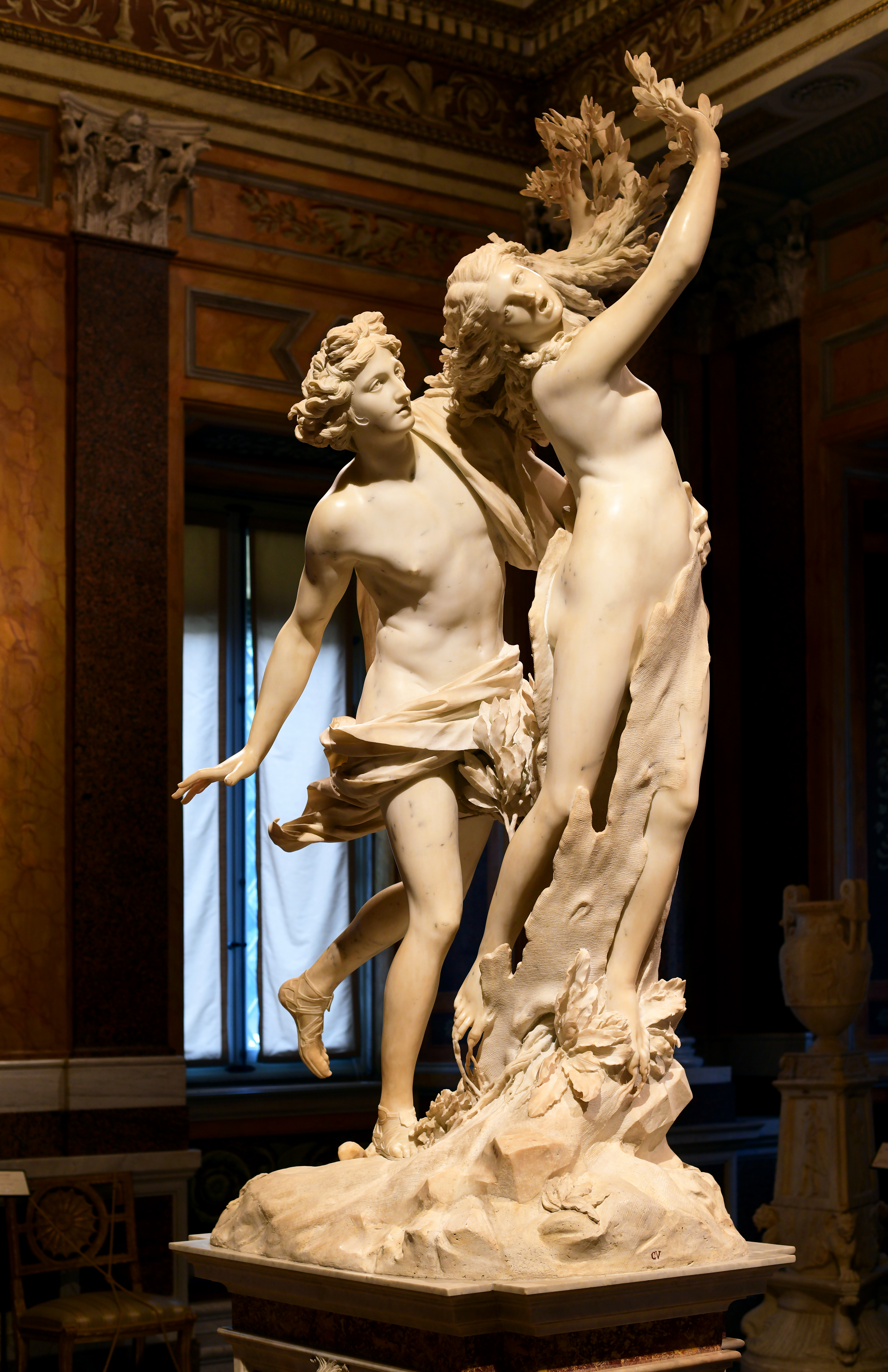
貝尼尼的《阿波羅與黛芙妮》

贝尼尼在大卫像的雕塑过程中，对其赋予了感情，与米开朗基罗的同名作品不同，前者的作品是动感的，而后者似乎是准备采取行动的姿态。其扭曲的躯干和紧皱的双眉充分体现了文艺复兴时代积淀下的巴洛克艺术特点。米开朗基罗表现了大卫的英雄本质，而贝尼尼抓住了大卫的英雄气质的瞬间。这座作品是贝尼尼的主要资助人希皮歐內·博爾蓋塞樞機在其25岁的时候委托雕刻的。
贝尼尼的其他雕塑作品还有希皮歐內·博爾蓋塞樞機的兩件半身像（1632年，博爾蓋塞美術館）和路易十四的雕像（1665年，现存凡尔赛宫）。
贝尼尼的第一个建筑作品是位于梵蒂冈圣彼得教堂祭坛上方的铜质华盖（建于1624年-1633年），另外，他还建造了罗马圣女彼彼亚纳堂的正面（1624年-1626年）。1629年，在祭坛华盖完工前，教皇乌尔班八世聘请贝尼尼负责整个圣彼得教堂的建造。他也负责建造位于教堂内的乌尔班八世和后来亚历山大七世两位教皇的墓穴。位于圣彼得教堂半圆形殿中的圣彼得主座（1657年-1666年）也是贝尼尼的一大杰作。
除了他最著名的作品--圣彼得教堂前的广场和柱廊外，贝尼尼还在罗马设计了许多著名的建筑，如巴贝里尼宫（1630年始建），蒙特奇托利歐宮（Palazzo Ludovisi，1650年），基吉宫（1664年）等。1665年，在贝尼尼的名望达到顶峰的时候，他前往巴黎旅行，希望能为法国皇帝路易十四设计卢浮宫的东部前门，但遭到拒绝。最后这部分建筑由多米尼克佩罗予以完成，具有更多的古典色彩。
另外，贝尼尼也设计了许多著名的教堂，尽管圣彼得教堂并非出自他手。位于罗马的一座小型巴洛克教堂充分体现了贝尼尼的建筑风格。他不仅负责设计奎琳崗聖安德肋堂的建筑，也雕刻了祭坛上圣徒安德肋的巨大塑像。在罗马附近的乡村，贝尼尼也为教皇的避暑夏宫甘多尔福堡设计了教堂。
贝尼尼设计的第一个喷水池是海王子喷水池（1640年），而最著名的作品是位于纳沃纳广场的四河喷泉（1648年-1651年），该喷泉将世界上四大河：尼羅河、恆河、多瑙河和拉布拉他河，以擬人化的有力雕刻呈現出其特色，並利用椰子樹和動物來表示各地的風景。该喷泉还有一段趣事：贝尼尼的对手博羅米尼设计的聖埃格尼斯教堂正对着喷泉。据说貝尼尼曾嘲讽該教堂岌岌可危，所以面對教堂的拉布拉他河雕像的手是上举的。
1644年，贝尼尼的资助人乌尔班八世教皇的去世使得贝尼尼的对手们集中起来，对贝尼尼的职业生涯造成了打击。但是依诺森十世教皇继续邀请贝尼尼完成圣彼得教堂的作品，并且委托他设计四河喷泉。在依诺森十世去世的时候，贝尼尼已经成为罗马艺术的领袖人物。贝尼尼于1680年在罗马去世。
贝尼尼的作品在丹·布朗的小说《天使与魔鬼》被誉为科学的标志物和圣殿。

## 外部連結
- Tools and techniques used by Bernini （页面存档备份，存于）
- Checklist of Bernini's architecture and sculpture in Rome
- Gian Lorenzo Bernini - Biography, Style and Artworks （页面存档备份，存于）
- Excerpts from The life of the Cavaliers Bernini

1. ↑   （页面存档备份，存于）
2. ↑   （页面存档备份，存于）
3. ↑   （页面存档备份，存于）